# Municipio de Narol
El municipio de Narol es un municipio urbano-rural de Polonia, ubicado en el distrito de Lubaczów del voivodato de Subcarpacia. Su capital es la ciudad de Narol. En 2006 tenía una población de 8385 habitantes.
El municipio comprende, además de la ciudad de Narol, los pueblos de Bieniaszówka, Chlewiska, Dębiny, Huta Różaniecka, Huta-Złomy, Jędrzejówka, Kadłubiska, Lipie, Lipsko, Łówcza, Łukawica, Narol-Wieś, Piła, Płazów, Podlesina, Ruda Różaniecka, Wola Wielka y Złomy Ruskie.
Limita con los municipios de Bełżec, Horyniec-Zdrój, Lubycza Królewska, Obsza, Susiec y Tomaszów Lubelski.